# Вискачевая крыса
Вискачевая крыса (лат. Octomys mimax) — вид мелких южноамериканских грызунов. Единственный представитель рода Octomys.

## Описание
Длина тела 16—17 см, хвоста — 17—18 см. 

## Распространение и места обитания
Обитает в сухом климате гор Аргентины. 

## Образ жизни
Ведёт ночной образ жизни.

## Размножение
Отличается от остальных восьмизубовых тем, что приносит несколько помётов в год.